# Hemmestaträsket
Hemmestaträsket är en sjö i Värmdö kommun i Uppland och ingår i Norrström-Tyresåns kustområde. Sjön har en area på 0,131 kvadratkilometer och ligger 1,2 meter över havet.

## Delavrinningsområde
Hemmestaträsket ingår i det delavrinningsområde (658125-165306) som SMHI kallar för Rinner till Torsbyfjärden. Medelhöjden är 18 meter över havet och ytan är 30,24 kvadratkilometer. Det finns inga avrinningsområden uppströms utan avrinningsområdet är högsta punkten. Avrinningsområdets utflöde mynnar i havet, utan att ha någon enskild mynningsplats.